# Addison (Nova York)
Addison és una població dels Estats Units a l'estat de Nova York. Segons el cens del 2000 tenia 1.797 habitants.

## Demografia
Segons el cens del 2000, Addison tenia 1.797 habitants, 724 habitatges, i 467 famílies. La densitat de població era de 365,2 habitants/km².
Dels 724 habitatges en un 33,3% hi vivien nens de menys de 18 anys, en un 45,6% hi vivien parelles casades, en un 13,5% dones solteres, i en un 35,4% no eren unitats familiars. En el 28,9% dels habitatges hi vivien persones soles el 14,1% de les quals corresponia a persones de 65 anys o més que vivien soles. El nombre mitjà de persones vivint en cada habitatge era de 2,48 i el nombre mitjà de persones que vivien en cada família era de 3,02.
Per edats la població es repartia de la següent manera: un 27,4% tenia menys de 18 anys, un 8,8% entre 18 i 24, un 26,9% entre 25 i 44, un 21,9% de 45 a 60 i un 14,9% 65 anys o més.
L'edat mediana era de 36 anys. Per cada 100 dones de 18 o més anys hi havia 87,6 homes.
La renda mediana per habitatge era de 31.532 $ i la renda mediana per família de 37.708 $. Els homes tenien una renda mediana de 30.313 $ mentre que les dones 21.053 $. La renda per capita de la població era de 15.215 $. Entorn del 14% de les famílies i el 17,5% de la població estaven per davall del llindar de pobresa.